# Objetivo Eurovisión
Objetivo Eurovisión es una competición musical de carácter anual organizada por RTVE. Se realizó en 2016 y 2017 para determinar al representante de España en el Festival de la Canción de Eurovisión.

## Historia de España en el Festival
España participa ininterrumpidamente desde su debut en el Festival de la Canción de Eurovisión desde 1961. En esa primera participación, quedó en novena posición con la canción Estando contigo de Conchita Bautista. Desde 1999, España forma parte del llamado «Big Four», junto a Alemania, Francia y Reino Unido; ampliado con Italia en 2011, y denominado «Big Five». Dicho grupo de países pasa directamente a la final, sin tener que participar en las dos semifinales.
España ha ganado dos veces el Festival. La primera, en Londres 1968, con la canción La, la, la, interpretada por Massiel, y la segunda en el año siguiente, con Salomé interpretando Vivo cantando.
España ha participado en el concurso en 55 ocasiones, ganando en dos de ellas y quedando en otras 28 ocasiones entre los diez primeros: en 1961, 1966, 1967,1968, 1969, 1970, 1971, 1972, 1973, 1974, 1975, 1977, 1978, 1979, 1982, 1984, 1986, 1989, 1990, 1991, 1995, 1997, 2001, 2002, 2003, 2004, 2012, 2014 y 2022. Asimismo, no ha obtenido punto alguno en tres ocasiones: en 1962 y 1965 —con un sistema diferente de votación—, y en 1983, siempre empatando con otros países. 
En el siglo XXI, el mejor resultado de España en Eurovisión ha sido un tercer puesto en 2022, con Chanel Terrero y el tema SloMo en Turín. En los años recientes, España ha quedado siempre en la mitad baja de la clasificación con las excepciones de 2012, cuando Pastora Soler devolvió al país de nuevo al top 10 con Quédate conmigo, y en 2014, cuando el tema Dancing in the Rain de Ruth Lorenzo consiguió una décima posición —empatando a puntos con Dinamarca en la novena—; y en 2022 cuando Chanel llevó a España hasta el tercer puesto con su tema SloMo.
En 2016, permitieron a los artistas cantar en otro idioma que no fuera español. Muchas de las entradas que se hicieron ese año fueron inglesas, ganando por primera vez una canción íntegramente en inglés.

## Edición 2016
La gala de la final nacional para elegir el representante de España en Eurovisión 2016, entre los seis candidatos que la cadena propone a los espectadores, elegidos entre todas las propuestas que la cadena ha recibido a lo largo del año, la gala fue celebrada en horario estelar del lunes 1 de febrero de 2016 en La 1 de TVE. La final de los seis candidatos que la cadena propone a los espectadores, grupo elegidos entre todas las propuestas que la productora ha recibido a lo largo del año.
En la edición 2016 se contó con un jurado internacional, además del jurado en plató y televoto. En caso de empate prevalecía el resultado del televoto del público. La gala duró unos 70 minutos.

### Presentadora
| Presentadora    | Profesión    |
| --------------- | ------------ |
| Anne Igartiburu | Presentadora |

### Jurado
| Jurado       | Profesión                                            |
| ------------ | ---------------------------------------------------- |
| Edurne       | Cantante, representante de España en Eurovisión 2015 |
| Loreen       | Cantante, ganadora de Eurovisión 2012                |
| Carlos Marín | Cantante, integrante de Il Divo                      |

### Participantes
| N.º | Artista            | Procedencia | Canción (Traducción al castellano) | Lugar | Jurado Internacional (30%) | Jurado en Plató (30%) | Televoto (40%) | Total |
| --- | ------------------ | ----------- | ---------------------------------- | ----- | -------------------------- | --------------------- | -------------- | ----- |
| 2   | Barei              | Madrid      | "Say Yay!" (¡Di que sí!)           | 1     | 30                         | 36                    | 48             | 114   |
| 3   | Xuso Jones         | Murcia      | "Victorious" (Victorioso)          | 2     | 24                         | 30                    | 40             | 94    |
| 4   | Salvador Beltrán   | Barcelona   | "Días de alegría"                  | 3     | 36                         | 16                    | 20             | 72    |
| 5   | María Isabel López | Huelva      | "La vida sólo es una"              | 4     | 18                         | 18                    | 32             | 68    |
| 6   | Electric Nana      | Madrid      | "Now" (Ahora)                      | 5     | 15                         | 23                    | 28             | 66    |
| 1   | Maverick López     | Castellón   | "Un mundo más feliz"               | 6     | 21                         | 21                    | 24             | 66    |

### Audiencia
| Fecha      | Características del programa         | Audiencia        |
| ---------- | ------------------------------------ | ---------------- |
| 01/02/2016 | Elección Representante en Eurovisión | 1 669 000 (9,1%) |

## Edición 2017
La gala de la final nacional para elegir el representante de España en Eurovisión 2017, fue celebrada en horario Prime Time del sábado 11 de febrero de 2017 en La 1 de TVE. Cabe destacar que a diferencia de la edición de 2016 se dio opción a elegir el sexto candidato entre treinta finalistas del eurocasting de RTVE, casting que publicó en su web en noviembre del 2016. A este se podían presentar todas las personas y grupos que quisieran aspirar a ser el representante español en el festival de música más importante del mundo. Se presentaron un total de 492 candidaturas en el plazo de 30 días que RTVE estableció. Una vez presentadas, el equipo de RTVE, escogió de manera interna 30 de ellas. De estas 30 canciones, se eligieron las 10 más votadas (estas votaciones fueron realizadas en la web de rtve.es por los usuarios). De las 10 canciones que surgieron, se eligieron 3, pero estas fueron elegidas por un jurado profesional presidido por Juan Magán, y estas fueron Ouch! (Leklein), No Somos Héroes (Javián) y Live it up (Fruela). Se produjo una gala final retransmitida en directo en la web de RTVE el 12 de enero, en la cual salió ganadora Leklein con su tema Ouch! con un 63,29% de apoyo del público. Javián quedó en segunda posición con un 21,68% y Fruela se hizo con el 15,03% quedando así, tercero.
En la edición 2017 no se contó con un jurado internacional, quedando solamente jurado en plató y televoto. La gala duró unas 2 horas y media. Las bases del Eurocasting determinaban que el ganador de este casting, tendría una plaza en Objetivo Eurovisión que estaría compuesto por otros 5 candidatos más elegidos de manera interna por RTVE. Estos 5 fueron Manel Navarro, Paula Rojo, Mario Jefferson, Maika Barbero y Mirela. La elección del representante se hacía mediante el 50% del voto del público y el 50% del jurado (presidido por Javier Cárdenas, Xavi Martínez y Virginia Díaz), y si se producía un empate, el representante sería elegido por el jurado y no por el público. 
La gala estuvo plagada de polémica, sobre todo a la hora de la votación del jurado. Antes de la gala de selección, Xavi Martínez, expreso diversas veces su predilección por Manel Navarro tanto en su programa en Los 40 Principales como en redes sociales, donde compartió una foto con el candidato. Tanto Xavi Martínez como Virginia Diaz, otorgaron la máxima puntuación a Manel Navarro y la mínima a Mirela, la favorita del público. Tras una muy larga polémica sobre la gala final de Objetivo Eurovisión, ganó Manel Navarro con su tema Do It for Your Lover, convirtiéndose él en el representante de España en el Festival de Eurovisión 2017 en Kiev. Mientras Jaime Cantizano anunciaba la victorial de Manel Navarro, el cantante tuvo que soportar abucheos y gritos de "tongo", lo que propició que el cantante realizase un corte de manga.

### Presentador
| Presentador     | Profesión   |
| --------------- | ----------- |
| Jaime Cantizano | Presentador |

### Jurado
| Jurado          | Profesión                                        |
| --------------- | ------------------------------------------------ |
| Xavi Martínez   | Locutor de Los 40 Principales                    |
| Javier Cárdenas | Presentador de televisión y locutor de Europa FM |
| Virginia Díaz   | Locutora de RTVE                                 |

### Participantes
| N.º | Artista         | Procedencia | Canción (Traducción al castellano)                    | Lugar | Jurado en Plató (50%) | Televoto (50%) | Total |
| --- | --------------- | ----------- | ----------------------------------------------------- | ----- | --------------------- | -------------- | ----- |
| 1   | Manel Navarro   | Barcelona   | "Do It for Your Lover" (Hazlo por los que te quieren) | 1     | 34                    | 24             | 58    |
| 6   | Mirela          | Madrid      | "Contigo"                                             | 2     | 22                    | 36             | 58    |
| 2   | LeKlein         | Toledo      | "Ouch!!" (¡¡Ay!!)                                     | 3     | 22                    | 30             | 52    |
| 5   | Maika Barbero   | Reus        | "Momento crítico"                                     | 4     | 20                    | 21             | 41    |
| 4   | Mario Jefferson | Málaga      | "Spin My Head" (Gira mi cabeza)                       | 5     | 25                    | 15             | 40    |
| 3   | Paula Rojo      | Asturias    | "Lo que nunca fue"                                    | 6     | 21                    | 18             | 39    |

- Como Manel Navarro y Mirela terminaron con 58 puntos, el jurado decidió, según las reglas impuestas por RTVE, el ganador entre los dos en una ronda de votación de desempate. Xavi Martínez y Virginia Díaz votaron por Manel Navarro, mientras que Javier Cárdenas votó por Mirela.

### Audiencia
| Fecha      | Características del programa         | Audiencia        |
| ---------- | ------------------------------------ | ---------------- |
| 11/02/2017 | Elección Representante en Eurovisión | 1 449 000 (8,9%) |

### Polémica tras la gala
La gala de Objetivo Eurovisión se caracterizó por un supuesto "tongo" en los jurados. Fue tal el escándalo, que se pudo confirmar una agresión a un miembro del jurado (Xavi Martínez) por parte de algún asistente en el plató. También se relacionó el amaño con la hija de la jefa de la delegación, Toñi Prieto y su relación con Sony Music.
El lunes 13 de febrero, por primera vez en la rueda de prensa, abandonaron los jefes de delegación al representante español en el certamen dejándolo expuesto a muchas críticas de los medios de comunicación. No obstante, en la red social Twitter se organizaron algunos movimientos en contra de la postura de los jefes de delegación, Toñi Prieto y Federico Llano.
Dicho esperpento llevó el caso al Congreso de mano de ciertos partidos políticos como UPyD, Podemos, el PP y el PSOE.
Además, el 11 de mayo se supo que Mirela obtuvo más del doble de votos que Manel Navarro por parte del público, contribuyendo a la percepción generalizada de este posible "tongo".
Finalmente el 13 de mayo, en la final de Eurovisión, Manel Navarro quedó en último lugar, recibiendo tan solo cinco puntos del televoto de Portugal. Se trata de uno de los peores resultados de la historia de España en el festival.